# مادر و پدر من
راه خانه (به انگلیسی The Road Home)(چینی ساده: 我的父亲母亲 چینی سنتی:我的父親母親 مادر و پدر من؛ پین‌یین wǒde fùqin mǔqin مادر وپدر من) فیلم چینی درام رمانتیک به کارگردانی ژانگ ییمو که در سال ۱۹۹۹ منتشر شد.

## بازیگران
- جانگ زئی در نقش جوان ژائو دی
- ژائو Yulian در نقش قدیمی ژائو دی در آغاز و پایان بخش.
- ژنگ هائو در نقش لو Changyu یک معلم جوان فرستاده شده از شهر ژائو دی و راوی پدر.
- Honglei Sun در نقش لو Yusheng ژائو دی و لو Changyu
- Li Bin در نقش مادر بزرگ، ژائو دی مادر سالخورده و راوی مادر بزرگ.[۵][۶][۷][۸][۹][۱۰]

## جوایز

### ۲۰۰۰جوایز خروس طلایی
- بهترین تصویر
- بهترین کارگردانی هنری — Cao Juiping
- بهترین کارگردان — Zhang Yimou

### ۲۰۰۰صد گل جوایز
- بهترین فیلم
- بهترین بازیگر نقش مکمل زن — ژانگ Ziyi

### ۲۰۰۰جشنواره بین‌المللی فیلم برلین
- خرس نقره ای - هیئت داوران جایزه بزرگ
- جایزه عام داوران
- خرس طلایی (نامزد)

### ۲۰۰۰ لیوبلیانا جشنواره بین‌المللی فیلم
- جایزه تماشاگران

### ۲۰۰۱Bodil جوایز
- بهترین Non-فیلم آمریکا (نامزد)

### ۲۰۰۱جشنواره فیلم ساندنس
- مخاطبان سینمای جهان جایزه

### ۲۰۰۱انجمن منتقدان فیلم شیکاگو
- بهترین فیلم زبان خارجی (نامزد)

### ۲۰۰۱جشنواره فیلم فجر
- سیمرغ بلورین برای بهترین فیلم رقابت‌های بین‌المللی

### ۲۰۰۱ , فلوریدا، جشنواره فیلم
- جایزه تماشاگران برای بهترین‌های بین‌المللی فیلم